# John Rhys-Davies
John Rhys-Davies (Salisbury, 5 de maio de 1944) é um ator britânico, famoso por ter interpretado o anão Gimli, um dos personagens mais queridos da aclamada trilogia O Senhor dos Anéis de Peter Jackson e também por sua participação em Indiana Jones e Os Caçadores da Arca Perdida e Indiana Jones e a Última Cruzada, como Salah, o especialista em escavações e amigo de Indiana Jones. Participou como narrador do sexto álbum da banda alemã van Canto, Voices of Fire (2016).

## Filmografia
- I, Claudius (1976)
- A Nightingale Sang in Berkeley Square (1979)
- Shōgun (1980)
- Raiders of the Lost Ark (1981)
- Ivanhoe (1982)
- Victor/Victoria (1982)
- Sahara  (1983)
- Sadat (1983)
- King Solomon's Mines  (1985)
- The Living Daylights (1987)
- Waxwork (1988)
- Noble House (1988)
- War and Remembrance (1988)
- Indiana Jones and the Last Crusade (1989)
- The Trial of the Incredible Hulk (1989)
- Great Expectations (1989)
- The Lost World (1992)
- Return to the Lost World (1992)
- Cyborg Cop (1993)
- The Unnamable II: The Statement of Randolph Carter (1993)
- The Untouchables (TV series, 1993-1994)
- The High Crusade  (1994)
- Quest for Glory IV: Shadows of Darkness (1994)
- Sliders (1995-1997)
- The Great White Hype  (1996)
- Glory Daze  (1996)
- Aladdin and the King of Thieves (1996) (voice)
- Marquis de Sade (1996)
- Cats Don't Dance  (1997) (voice)
- Bloodsport 3  (1997)
- STAR TREK: VOYAGER SEASON 3 Scorpion (1997)
- Britannic (2000)
- The Lord of the Rings: The Fellowship of the Ring (2001)
- Sabretooth  (2002)
- The Lord of the Rings: The Two Towers (2002) (dual role)
- Endangered Species (2002)
- The Jungle Book 2 (2003) (voice)
- The Medallion (2003)
- The Lord of the Rings: The Return of the King (2003) (dual role)
- The Princess Diaries 2: Royal Engagement (2004)
- La Femme Musketeer (2004)
- The Privileged Planet (2004) (voice of Narrator)
- The Game of Their Lives (2005)
- Chupacabra Terror
- One Night with the King (2006)
- The Legend of Sasquatch (2006)
- In the Name of the King: A Dungeon Siege Tale (2007)
- Prisoners of the Sun (2007)
- The Ferryman (2007)
- Thomas' Big Adventures (2007) (voice)
- Catching Kringle (Short Film; 2007) (voice)
- Anaconda 3: The Offspring (2008)
- Anacondas 4: Trail of Blood (2009)
- Aquaman (2018)
- Indiana Jones 5 (2023)